# 秩父市立久那小学校
秩父市立久那小学校（ちちぶしりつ くなしょうがっこう）は、埼玉県秩父市久那にある市立小学校。

## 沿革
- 1874年（明治7年）3月 - 岩谷山久昌寺境内に久那小学校として開校。
- 1911年（明治44年）9月 - 現在地に移転。
- 1941年（昭和16年）4月 - 久那村立久那国民学校に改称。
- 1947年（昭和22年）4月 - 久那村立久那小学校に改称。
- 1953年（昭和28年）3月 - 校歌制定。
- 1954年（昭和29年）11月 - 秩父市との合併により、現校名に改称。
- 1965年（昭和40年）11月 - 開校90周年記念行事挙行。校章制定。
- 1969年（昭和44年）7月 - プール竣工。
- 1975年（昭和50年）11月 - 開校100周年記念行事挙行。
- 1976年（昭和51年）4月 - 体育館落成。
- 1987年（昭和62年）3月 - 新校舎落成。1階の1部を利用して秩父市立久那幼稚園を併設。

## 学校教育目標

### 学校教育基本目標
「豊かな心を持ち、自ら気づき、考え、行動できる子の育成」

### 学校教育目標
- なかよく
- かしこく
- たくましく